# Eliza Blair
Eliza Blair (20 de noviembre de 1976) es una deportista australiana que compitió en remo. Ganó dos medallas en el Campeonato Mundial de Remo, en los años 1997 y 2000.

## Palmarés internacional
| Campeonato Mundial | Campeonato Mundial     | Campeonato Mundial | Campeonato Mundial     |
| Año                | Lugar                  | Medalla            | Prueba                 |
| ------------------ | ---------------------- | ------------------ | ---------------------- |
| 1997               | Aiguebelette (Francia) | Medalla de oro     | Dos sin timonel ligero |
| 2000               | Zagreb (Croacia)       | Medalla de plata   | Cuatro scull ligero    |